# 佩蒂
佩蒂（英語：Patty）是由美國漫畫家查爾斯·舒茲創作的《花生漫畫》中的登場人物之一，她在《花生漫畫》作品裡與查理·布朗、史努比等角色為最早的固定班底，並且是首位女性角色。

## 作品描述
《花生漫畫》的前作《小傢伙》裡，便已經有佩蒂的雛型角色存在。外型上佩蒂是短髮、額頭側邊夾著蝴蝶結、穿著格子狀模樣洋裝的女孩。
漫畫初期設定裡佩蒂是角色群中較年長的女生，她是主角查理·布朗平時玩伴之一。佩蒂在漫畫中會有關心像乒乓之類較年幼孩子們的行為，也會有與另一名女孩范蕾特一同行動；且一起嘲笑查理·布朗的時候。
在舒茲創造了更多其他《花生漫畫》角色後，佩蒂難有發揮的空間而登場次數銳減，隨後偶爾以背景人物的身份穿插在漫畫當中。另舒茲曾於1966年4月22日新增一位名叫派伯敏特·佩蒂的女性角色，她的名字原文中剛好與佩蒂同樣帶著「Patty」。

## 引用
1950年10月3日的《花生漫畫》內容中，是佩蒂一開始哼著「小女孩是由蜜糖、香料、以及所有美好的東西所變成......」（Little girls are made of sugar and spice ... and everything nice...）的童言童語時候；一邊故意拍打站在一旁查理·布朗的臉，之後再繼續哼著「就是這些東西變成了小女孩！」（That's what little girls are made of !）的一段天真童語搭配惡作劇行為所形成之反差笑料。之後2006年美國以過往漫畫中女性角色為題材的展覽「蜜糖與香料：連環畫裡的小女孩」（Sugar and Spice: Little Girls in the Funnies），該展覽名稱便是改自佩蒂當時那段台詞。